# 布科湖
52°33′59″N 14°4′12″E / 52.56639°N 14.07000°E

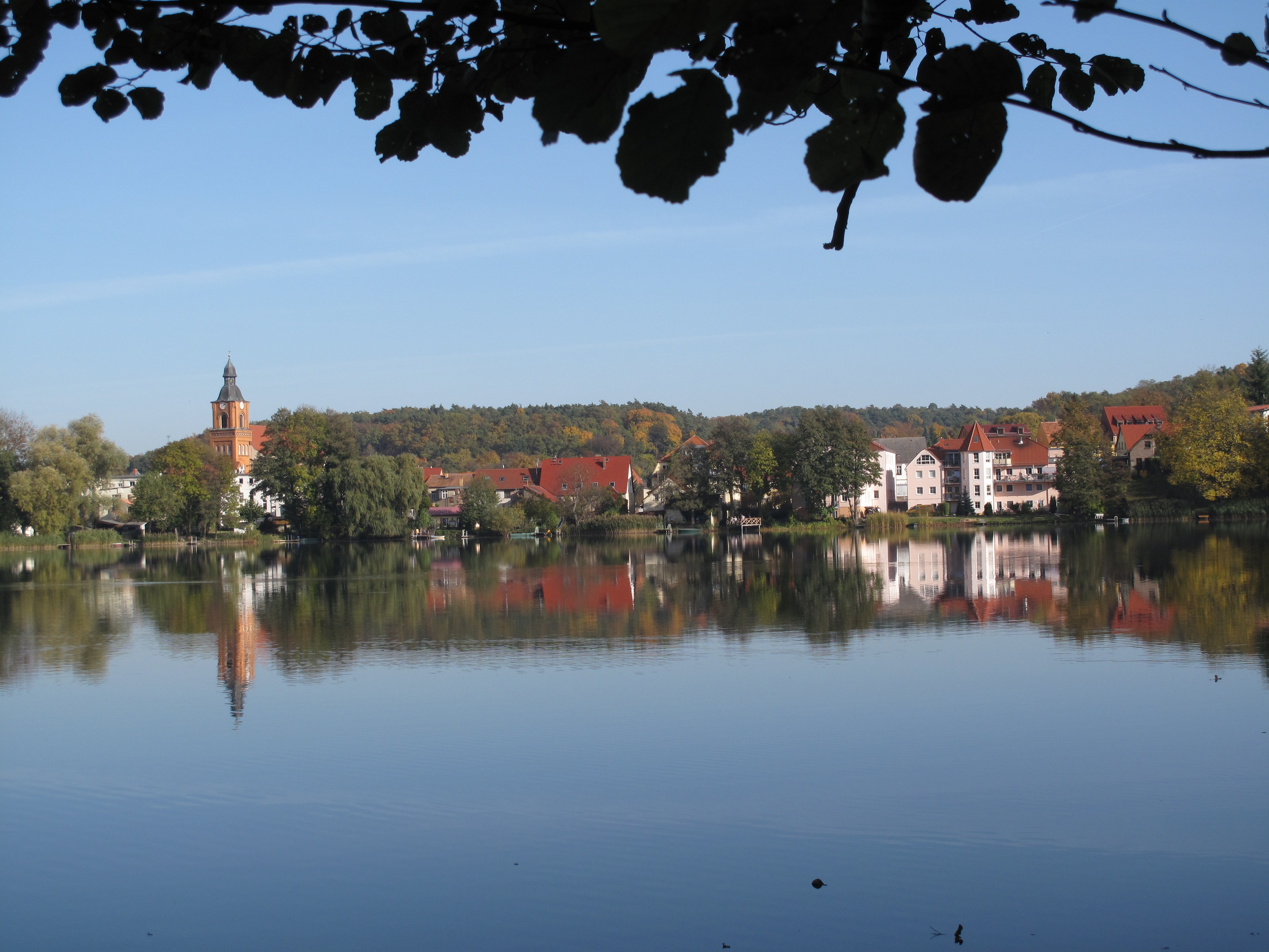

布科湖（德語：Buckowsee），是德國的湖泊，位於該國東北部，由勃蘭登堡州負責管轄，處於梅爾基施-奧得蘭縣，長0.6公里、寬0.5公里，面積0.14平方公里，海拔高度26米，最大水深12米。